# Kompaktsportwagen
Ein Kompaktsportwagen ist ein Fahrzeug auf Basis der Kompaktklasse, das mit einem starken Motor und spezieller Fahrwerksabstimmung hohe Fahrleistungen ermöglicht. 

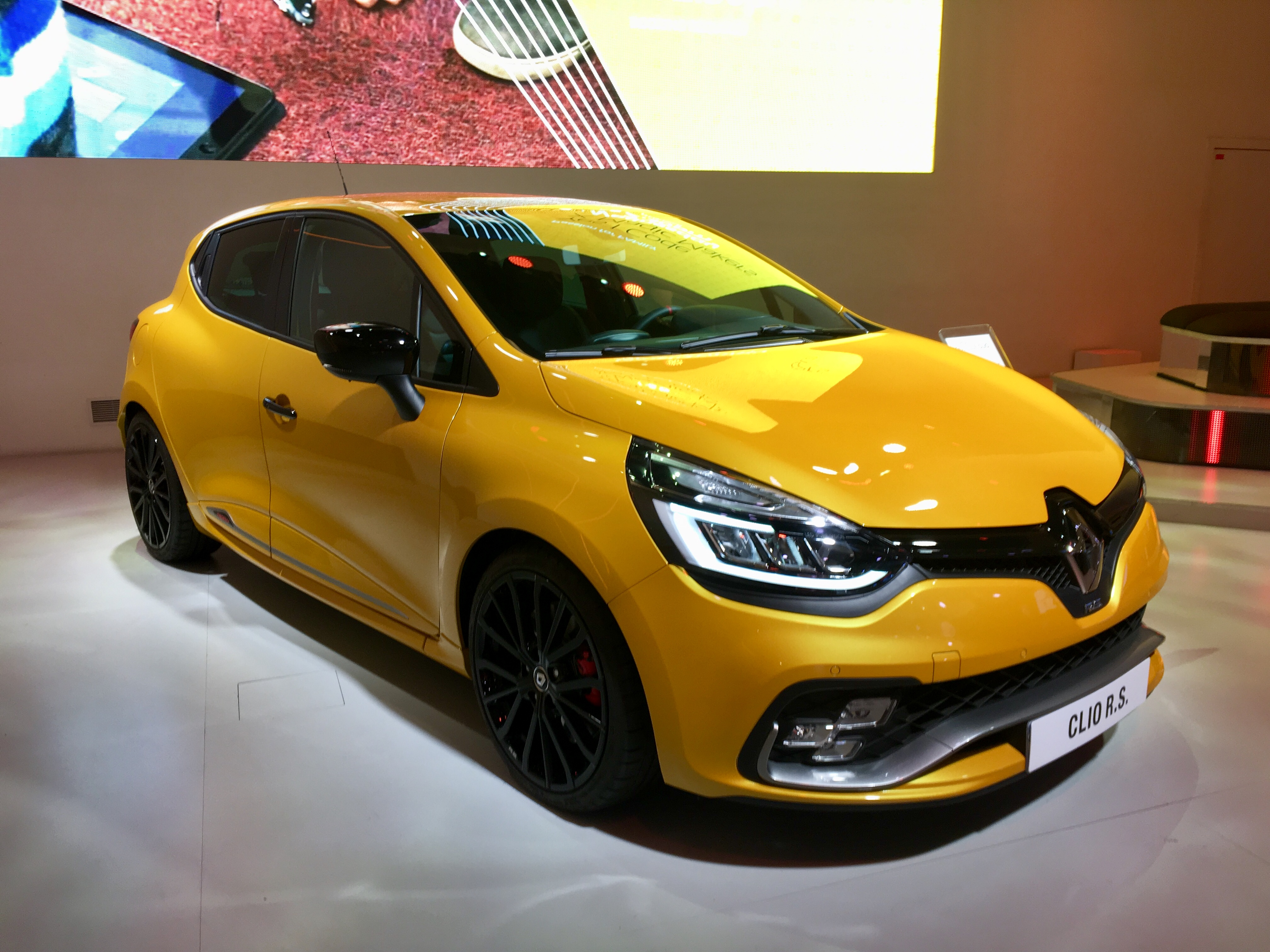
2017 Renault Clio RS

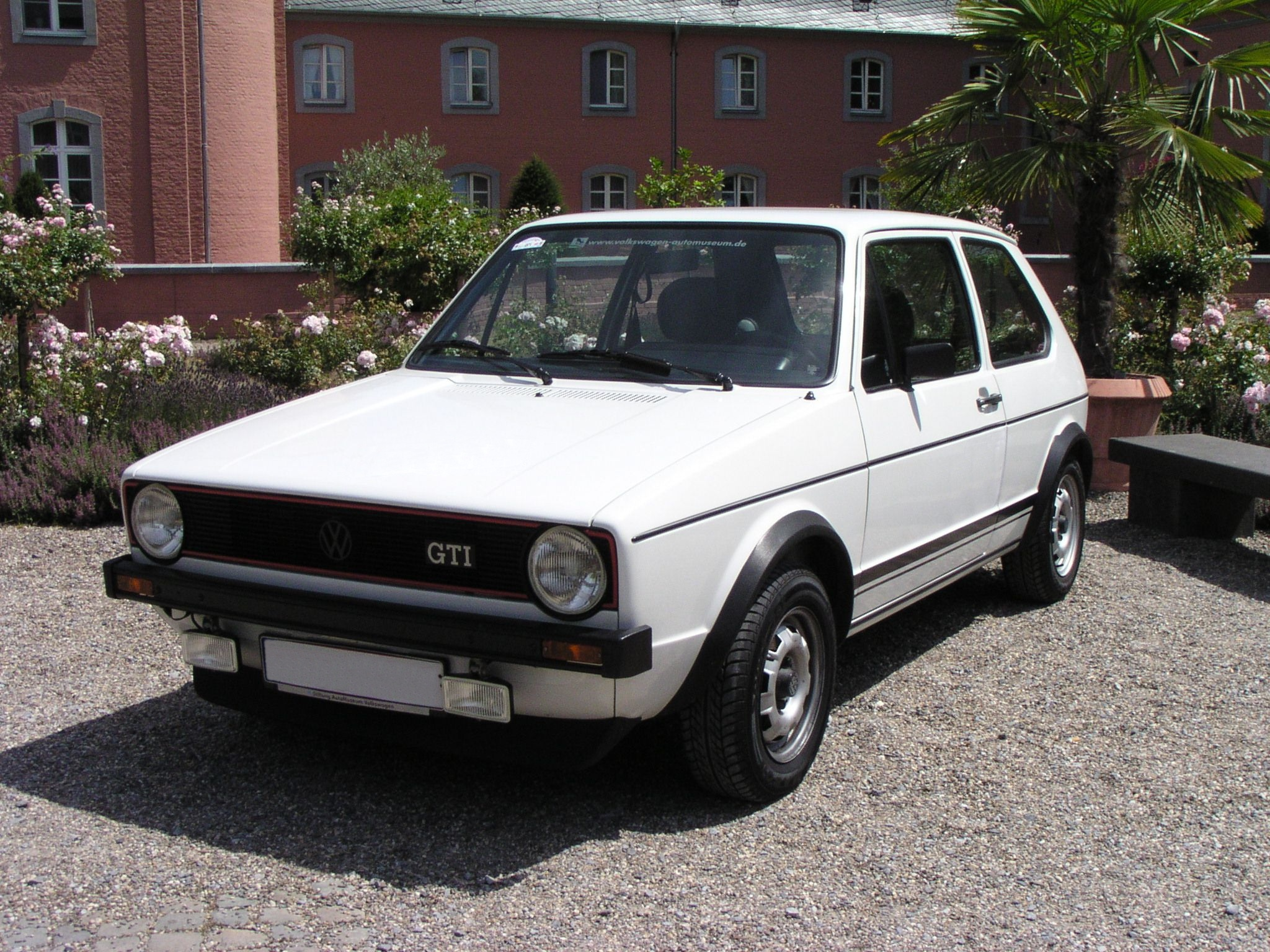
Golf I GTI

Kompaktsportwagen werden mit stärkeren Motoren ausgestattet als die anderen Modelle der Baureihen, auf denen sie basieren. Ein Kompaktsportwagen ist immer eine besondere Form des Basismodells, die Alltagstauglichkeit kann zugunsten der Bauart und der Fahrleistungen eingeschränkt sein.
Je stärker sich Kompaktsportwagen von den Standardmodellen unterscheiden, umso seltener werden sie in Großserie gefertigt. Sie dienen den Fahrzeugherstellern dazu, die technischen Möglichkeiten des Unternehmens zu demonstrieren oder auch den Verkauf veraltender Modelle zu fördern. 
Beispiele für Kompaktsportwagen:
- Alfa Romeo 147 GTA
- Audi S3
- Cupra Leon
- Ford Cortina Lotus
- Ford Escort RS Turbo
- Ford Escort RS Cosworth
- Ford Focus RS
- Honda Civic Type R
- Hyundai i30 N
- Lancia Delta S4 Stradale
- Mazda3 MPS
- Mercedes A 45 AMG
- Mini John Cooper Works
- NSU TTS
- Opel Astra OPC
- Opel Rallye Kadett
- Peugeot 205 Turbo 16
- Peugeot 308 GTi
- Renault 5 Turbo
- Simca 1000 Rallye
- Suzuki Swift Sport
- Talbot Sunbeam Lotus
- Toyota GR Yaris
- VW New Beetle RSi
- VW Golf R32
- VW Golf GTI

Eine Vielzahl kompakter, leistungsstarker Autos, vielfach auf Fiat-Basis, bietet seit Jahrzehnten das italienische Unternehmen Abarth an.

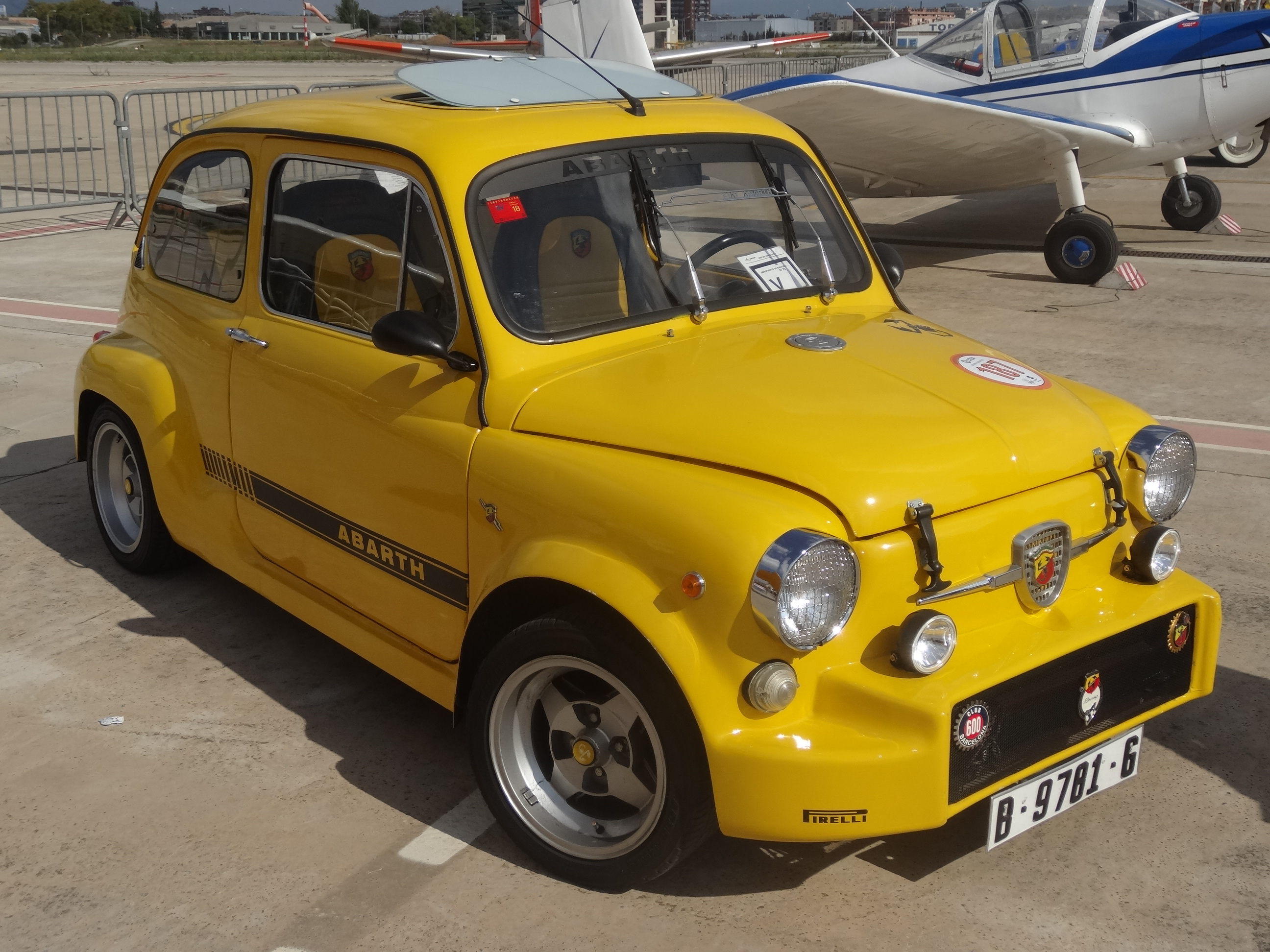
Abarth FIAT 600
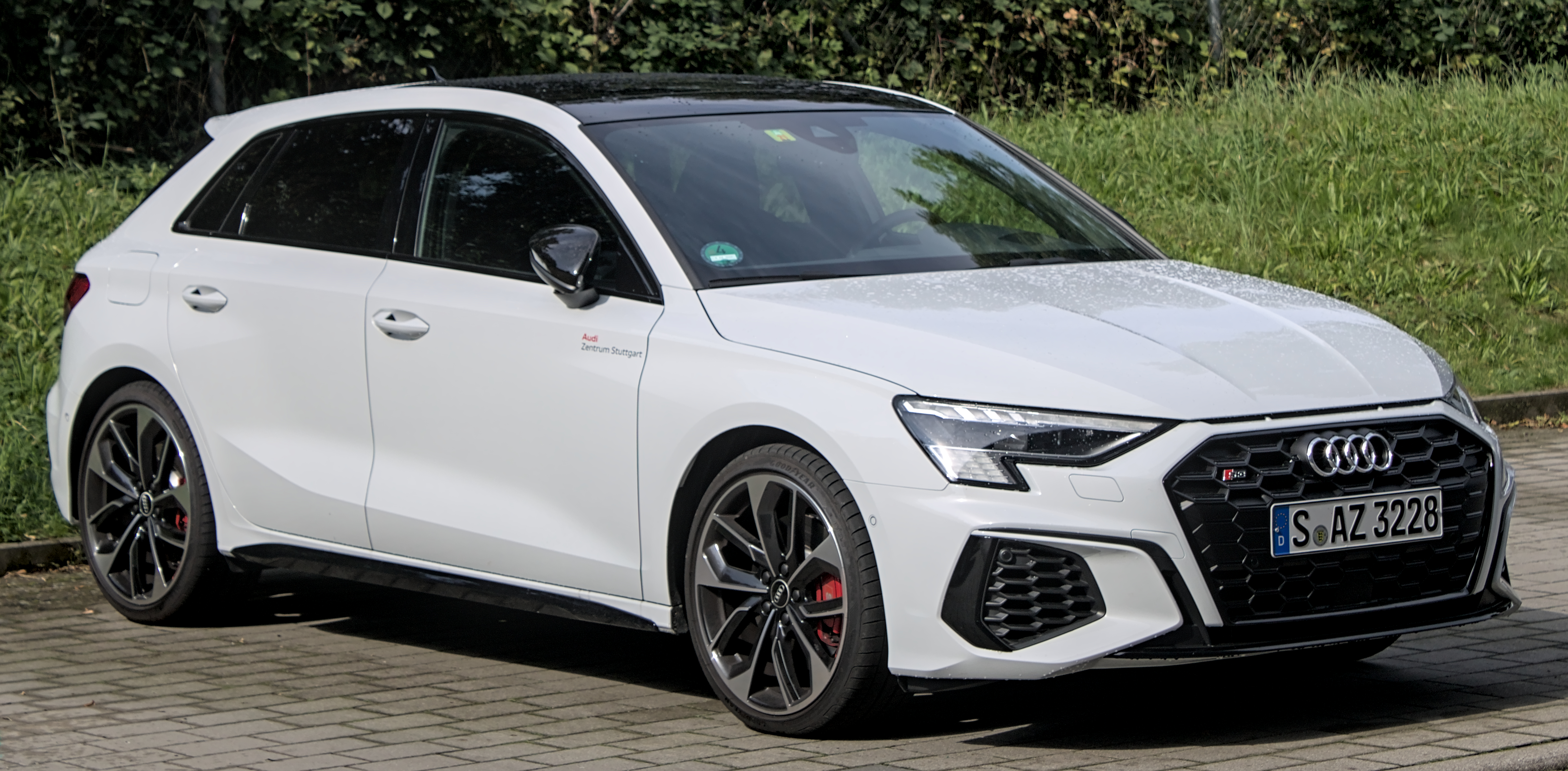
Audi S3
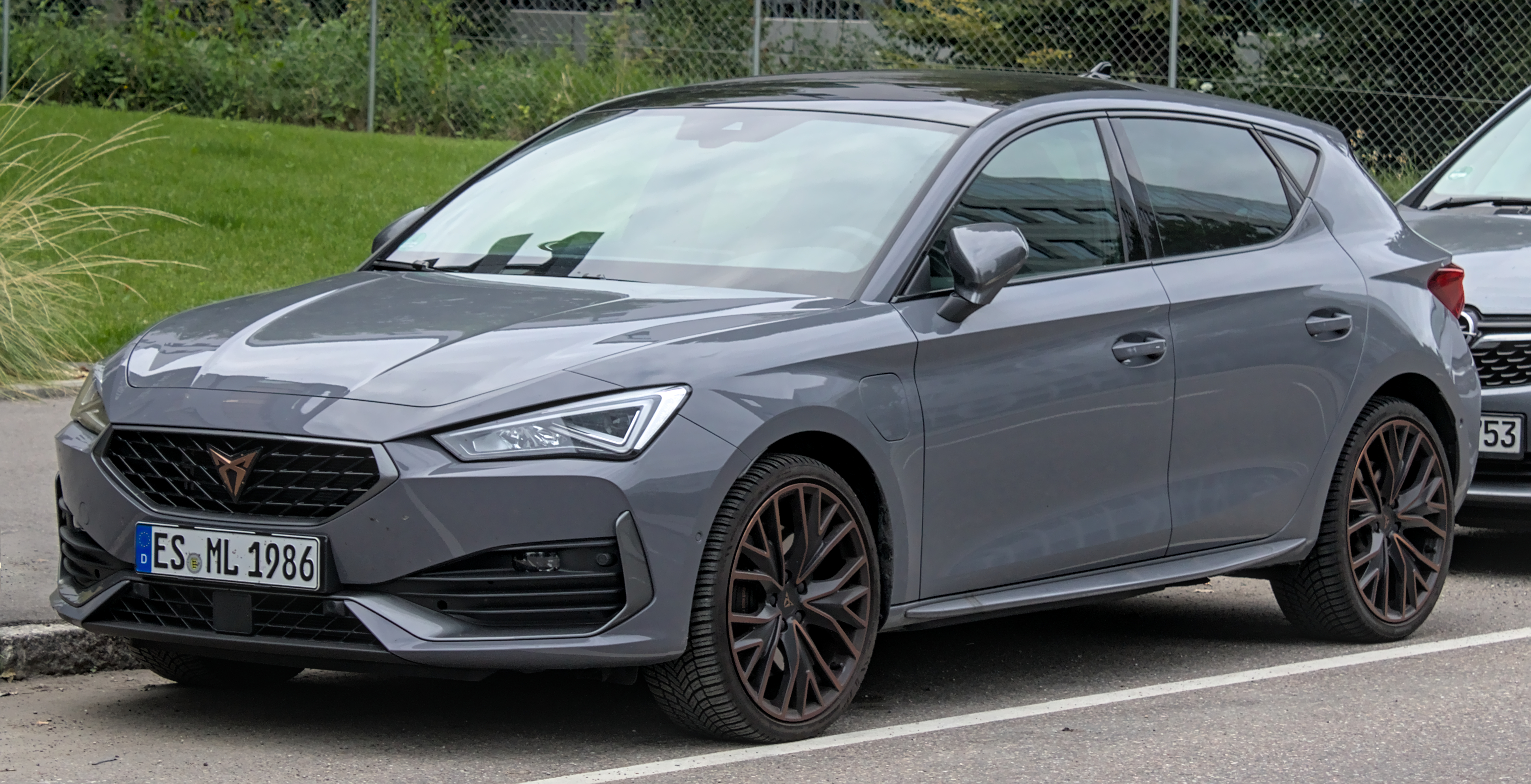
Cupra Leon
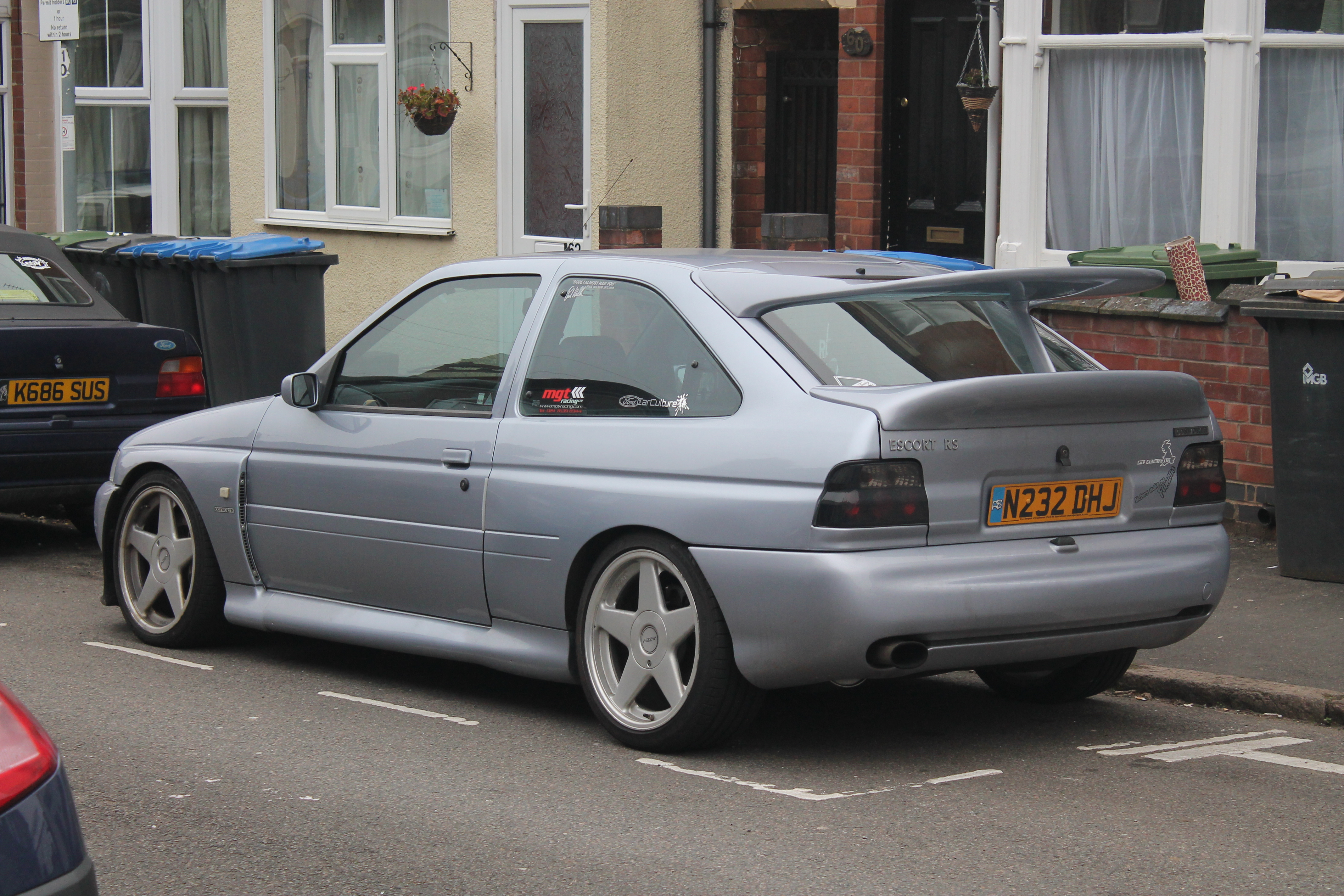
Ford Escort RS Cosworth
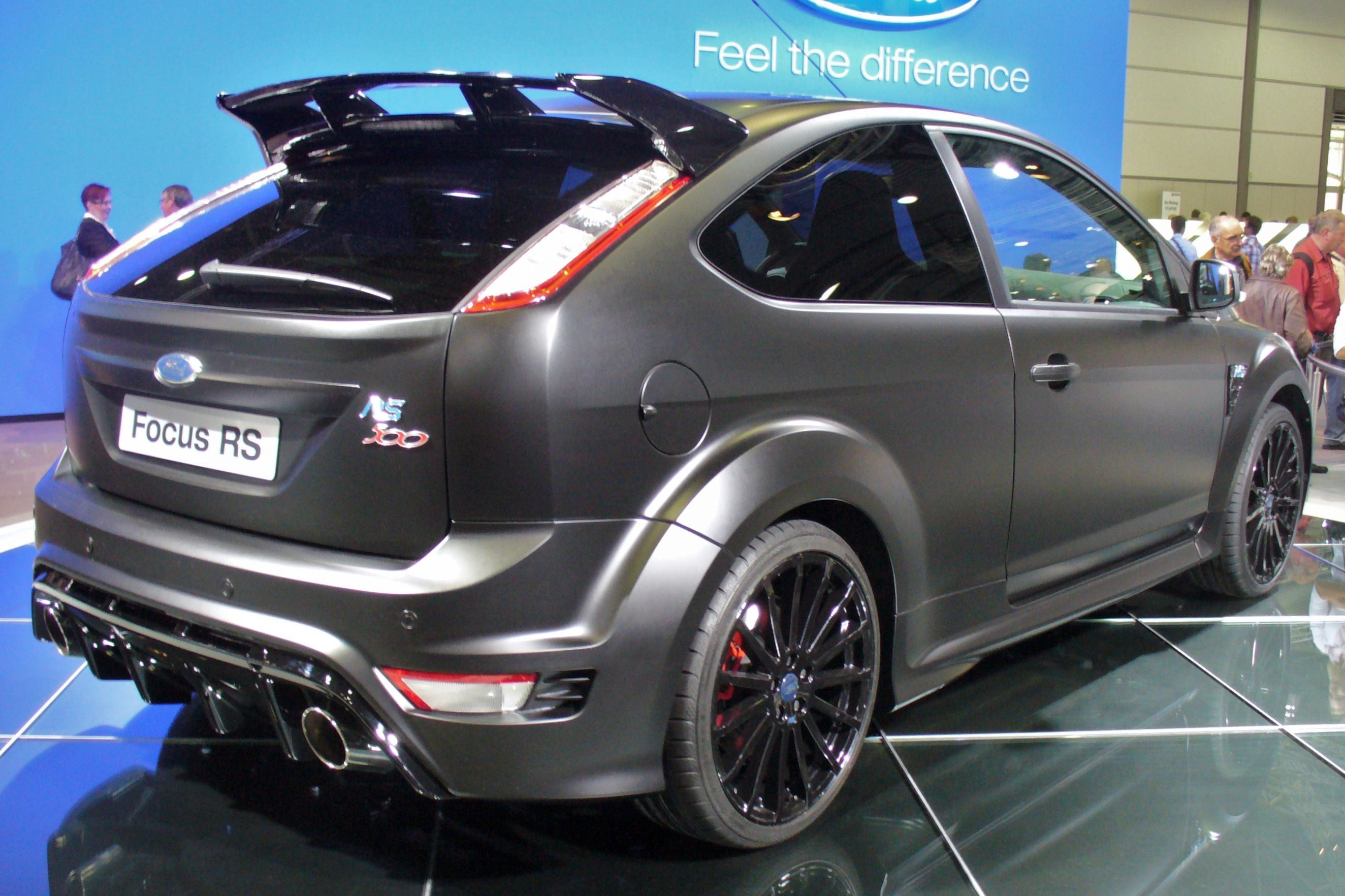
Ford Focus RS 500
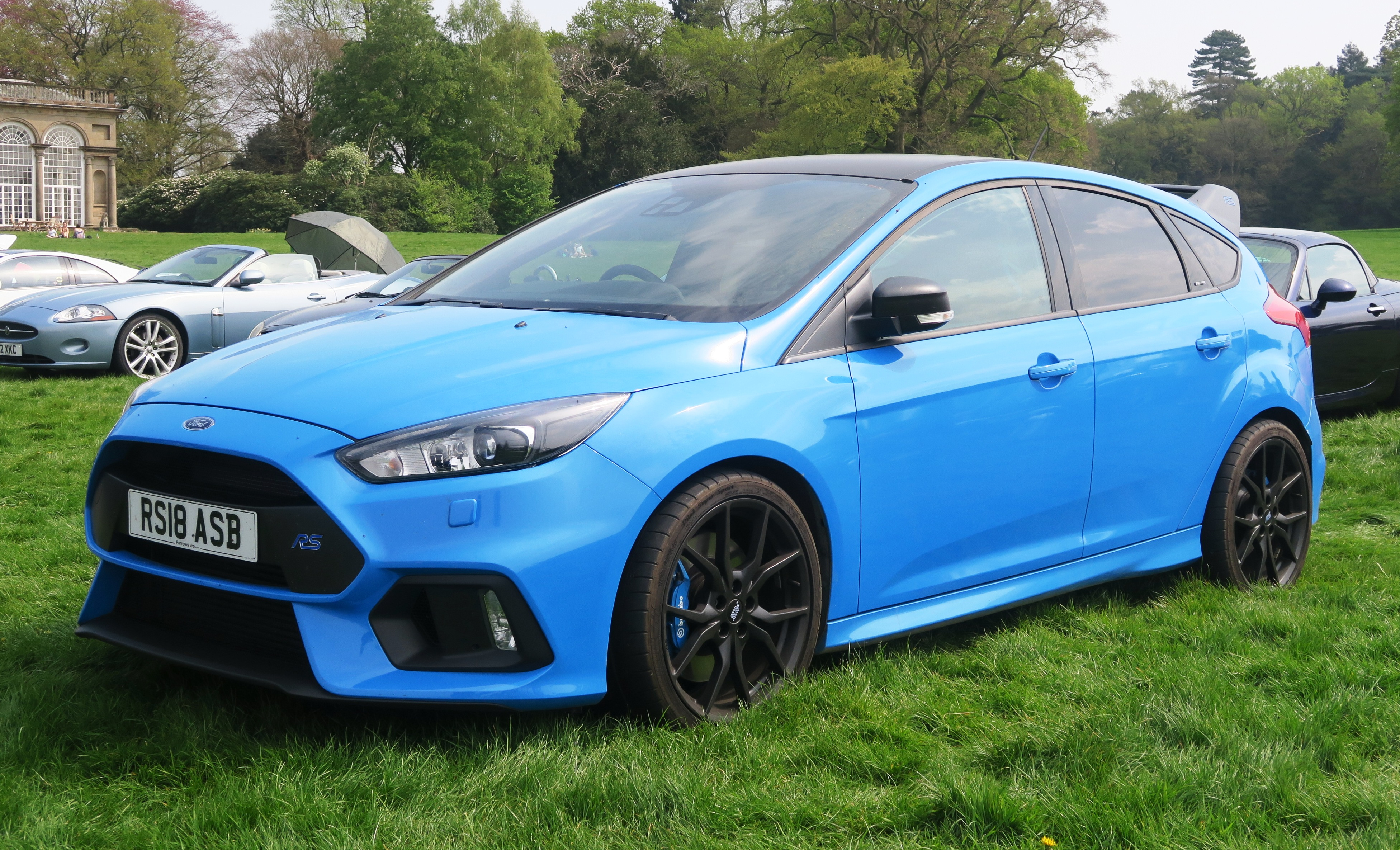
Ford Focus RS
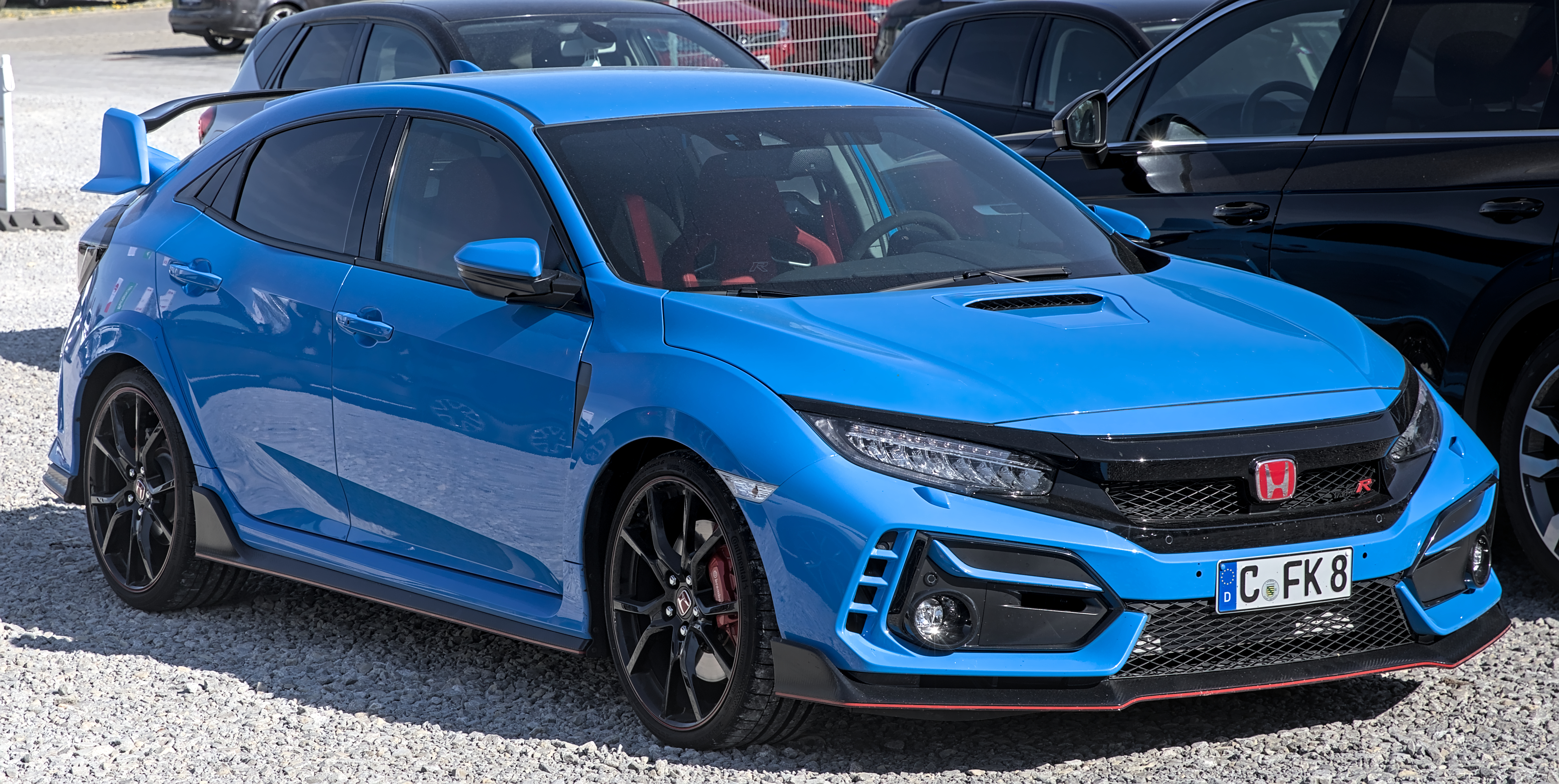
Honda Civic Type R
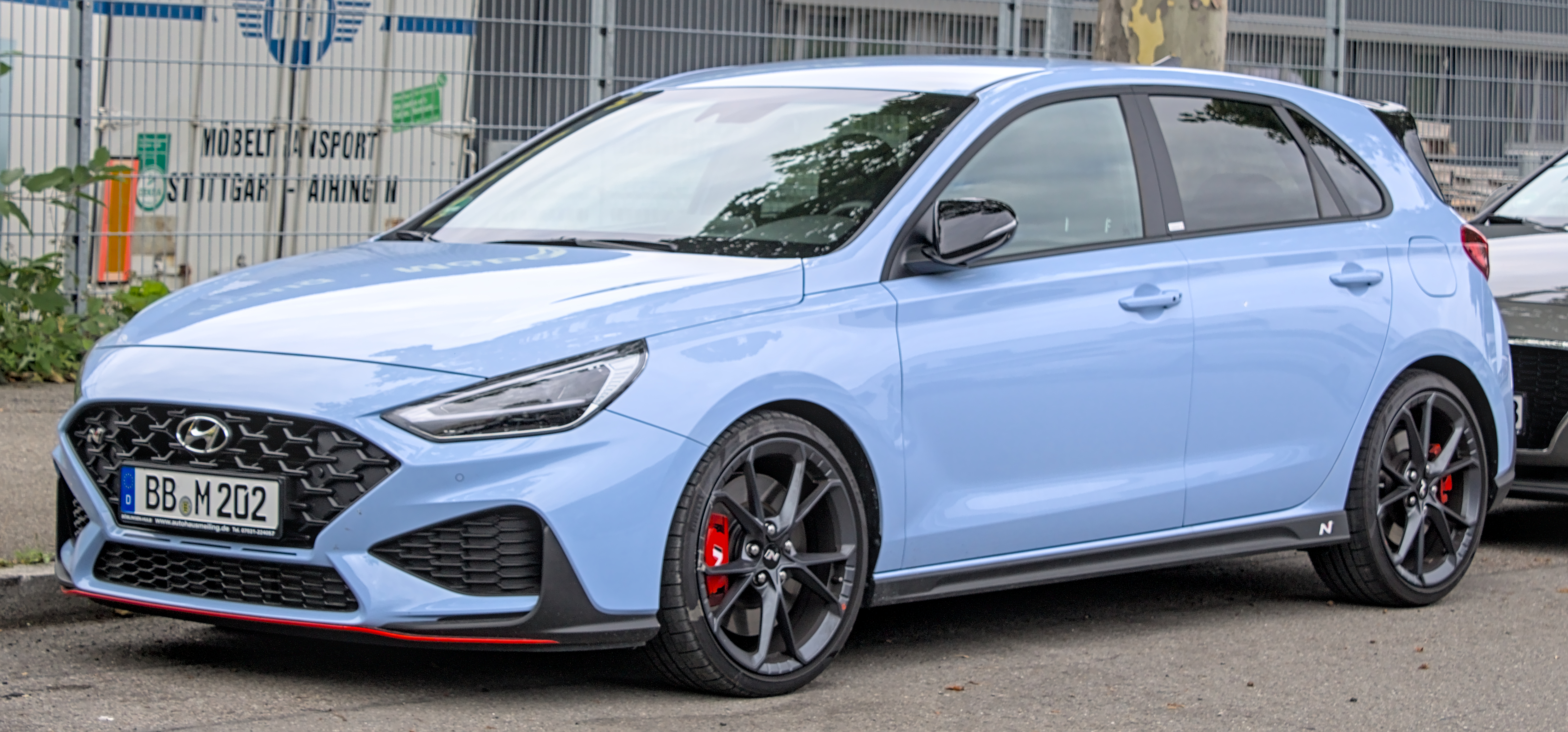
Hyundai i30 N
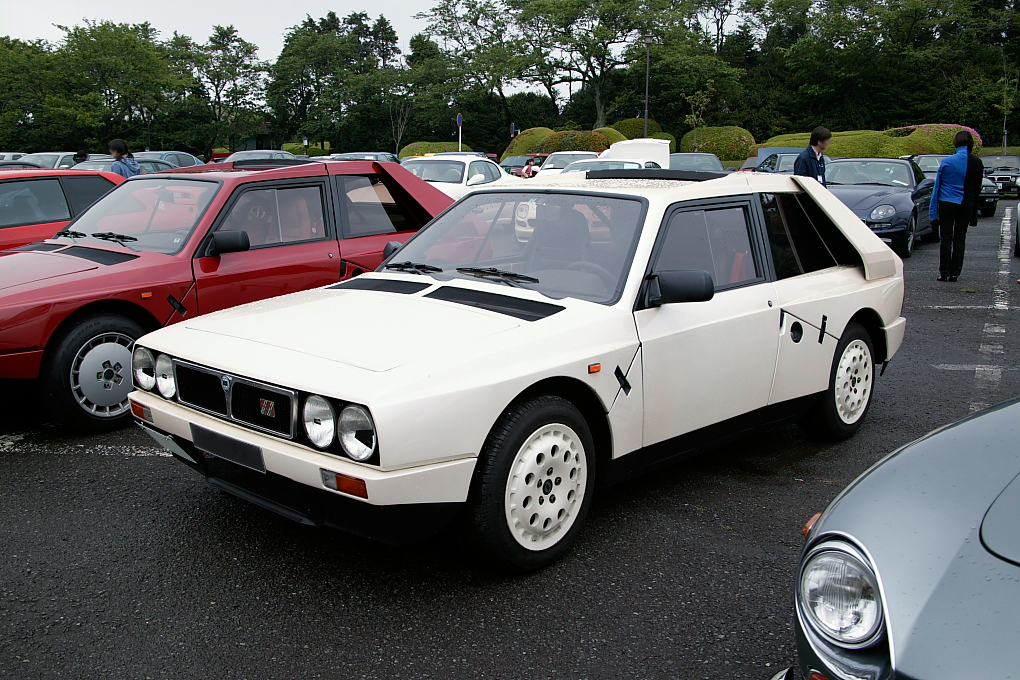
Lancia Delta S4 Stradale
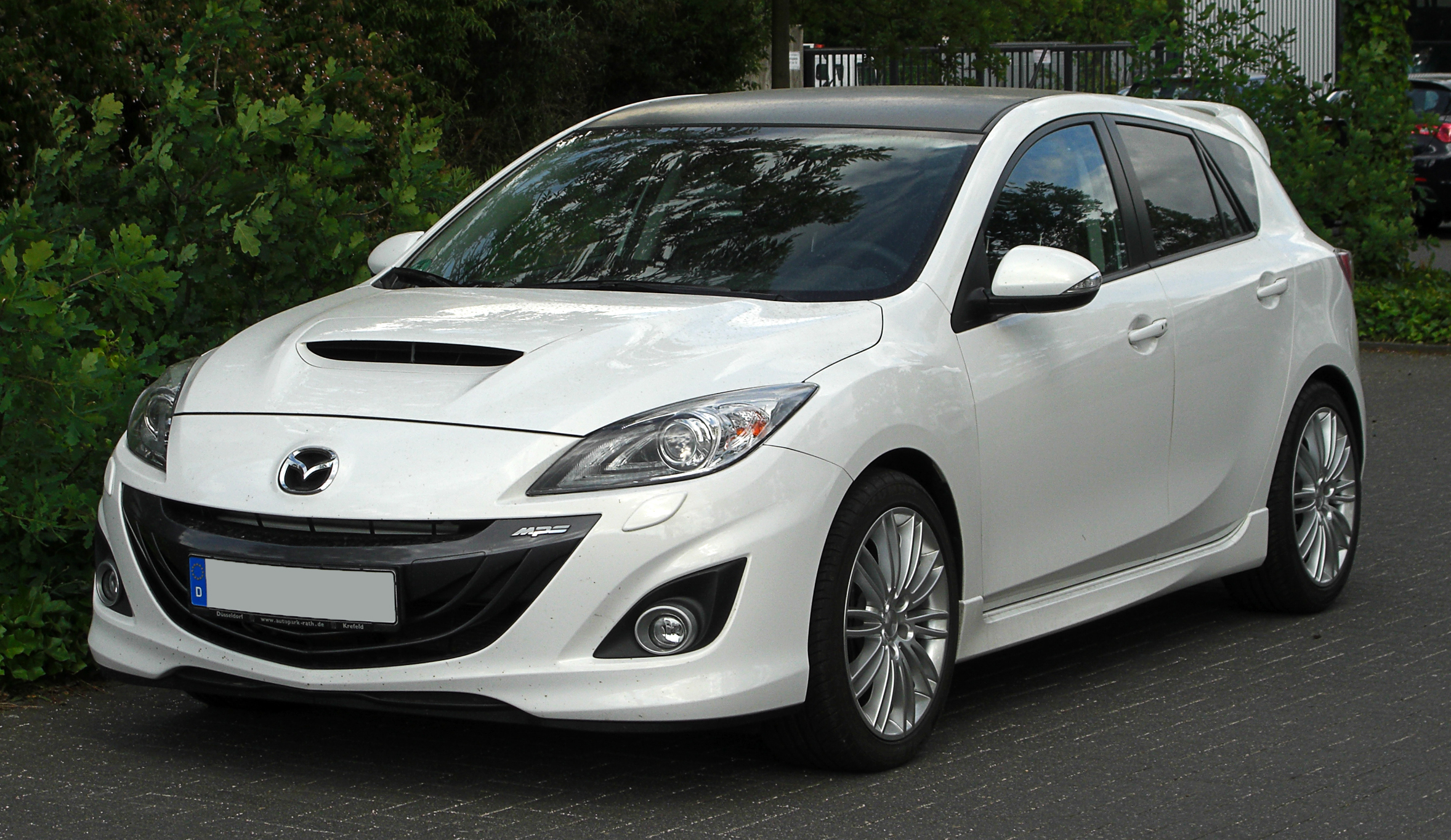
Mazda3 MPS
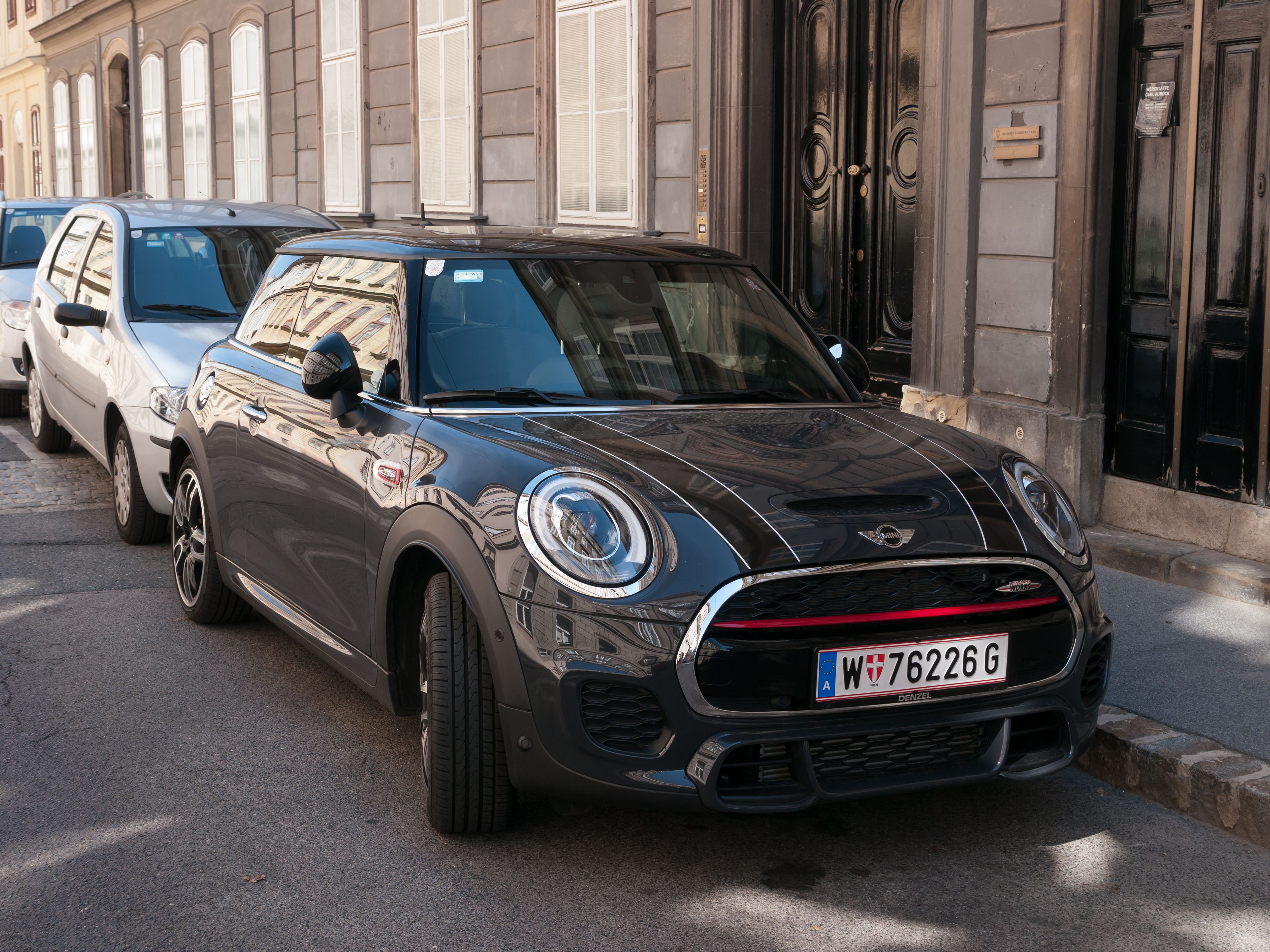
Mini John Cooper Works
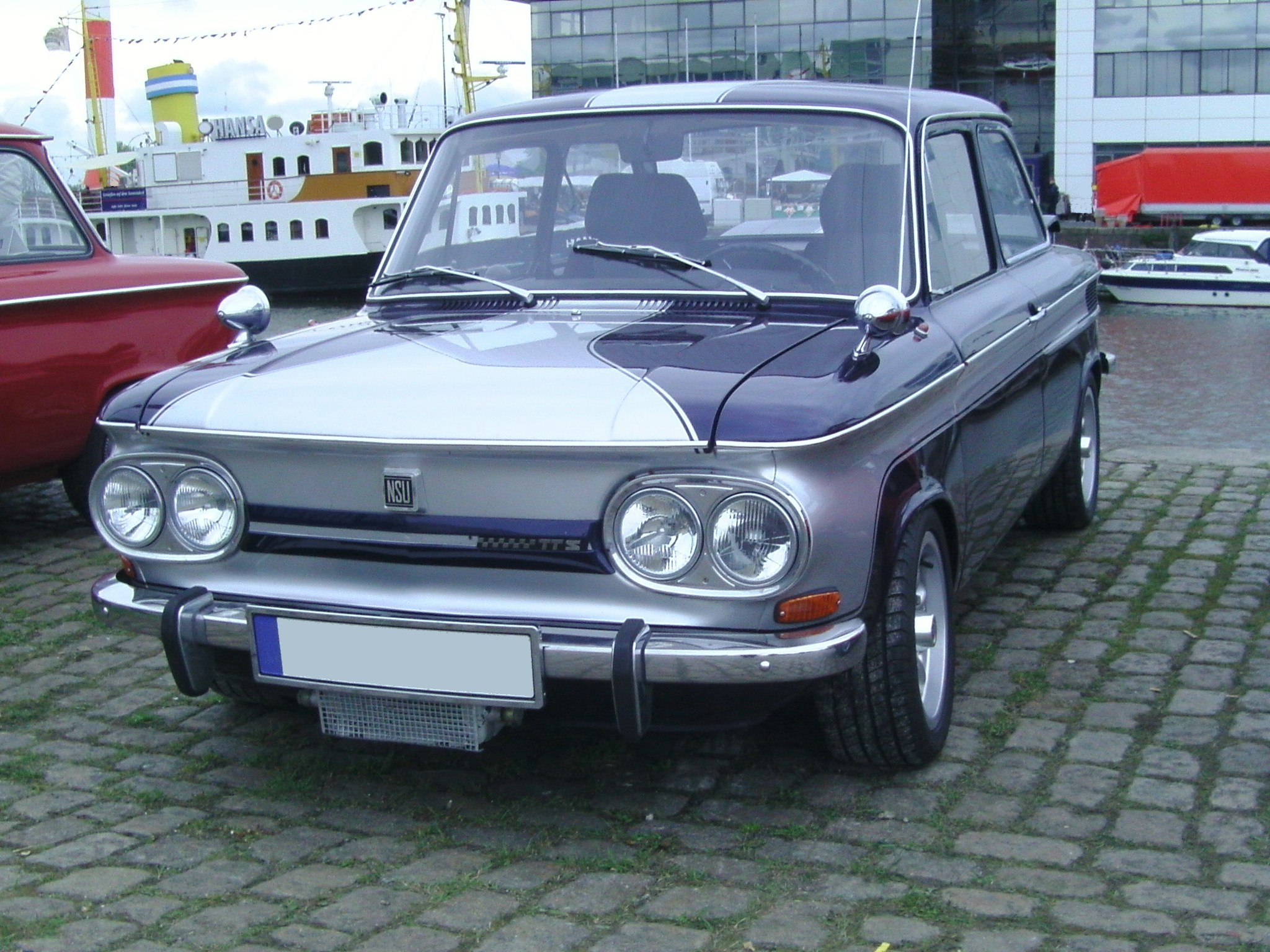
NSU TTS
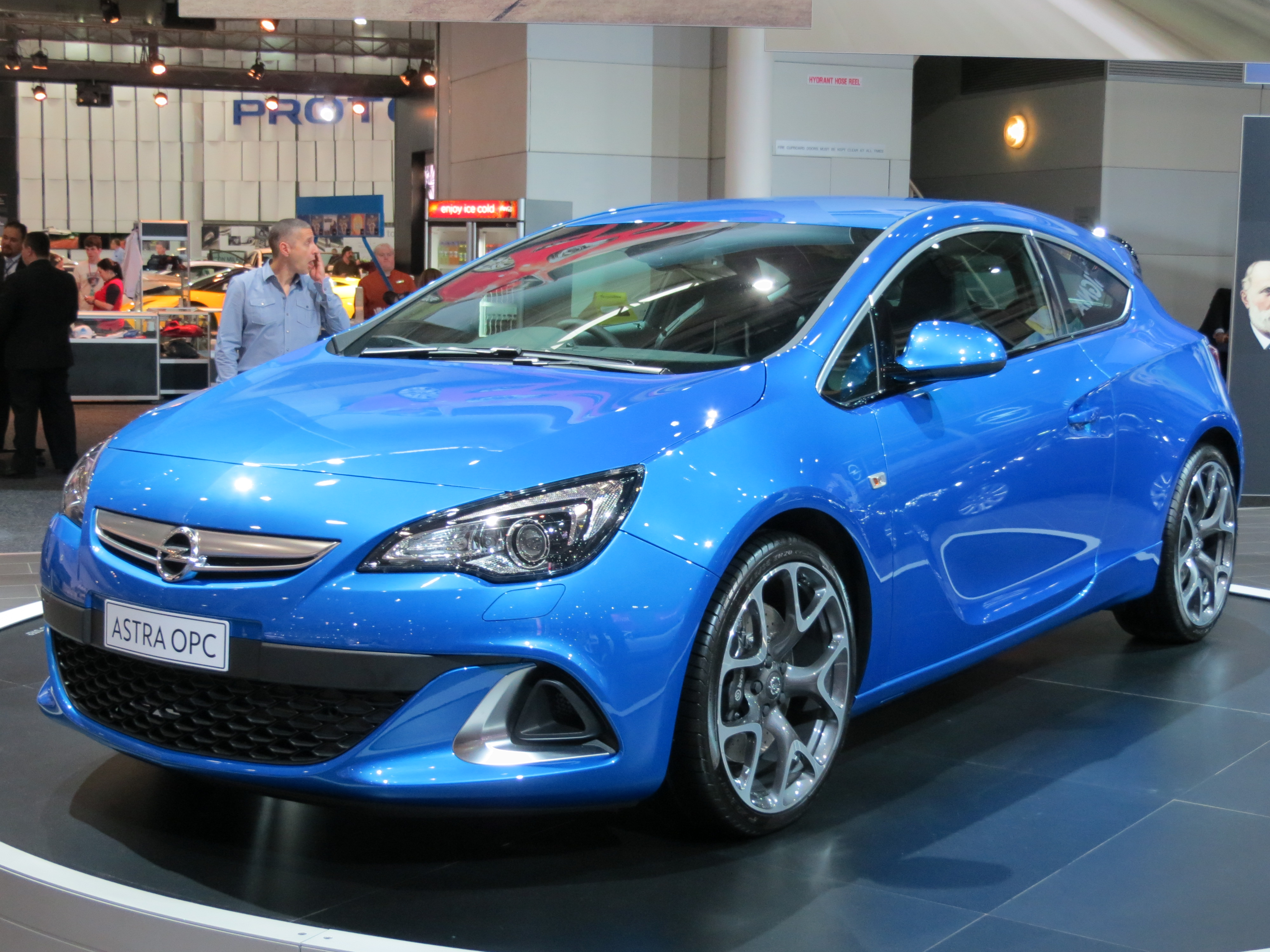
Opel Astra OPC
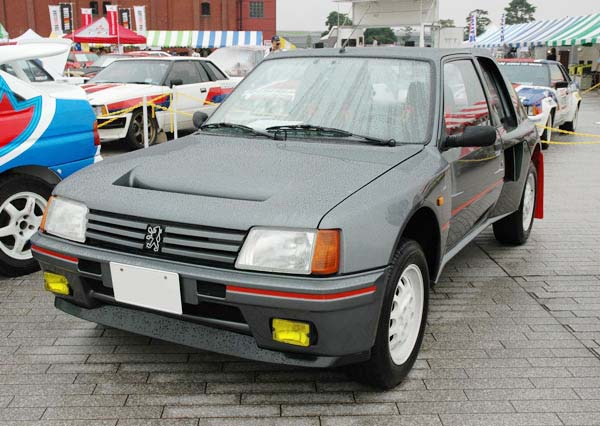
Peugeot 205 Turbo 16
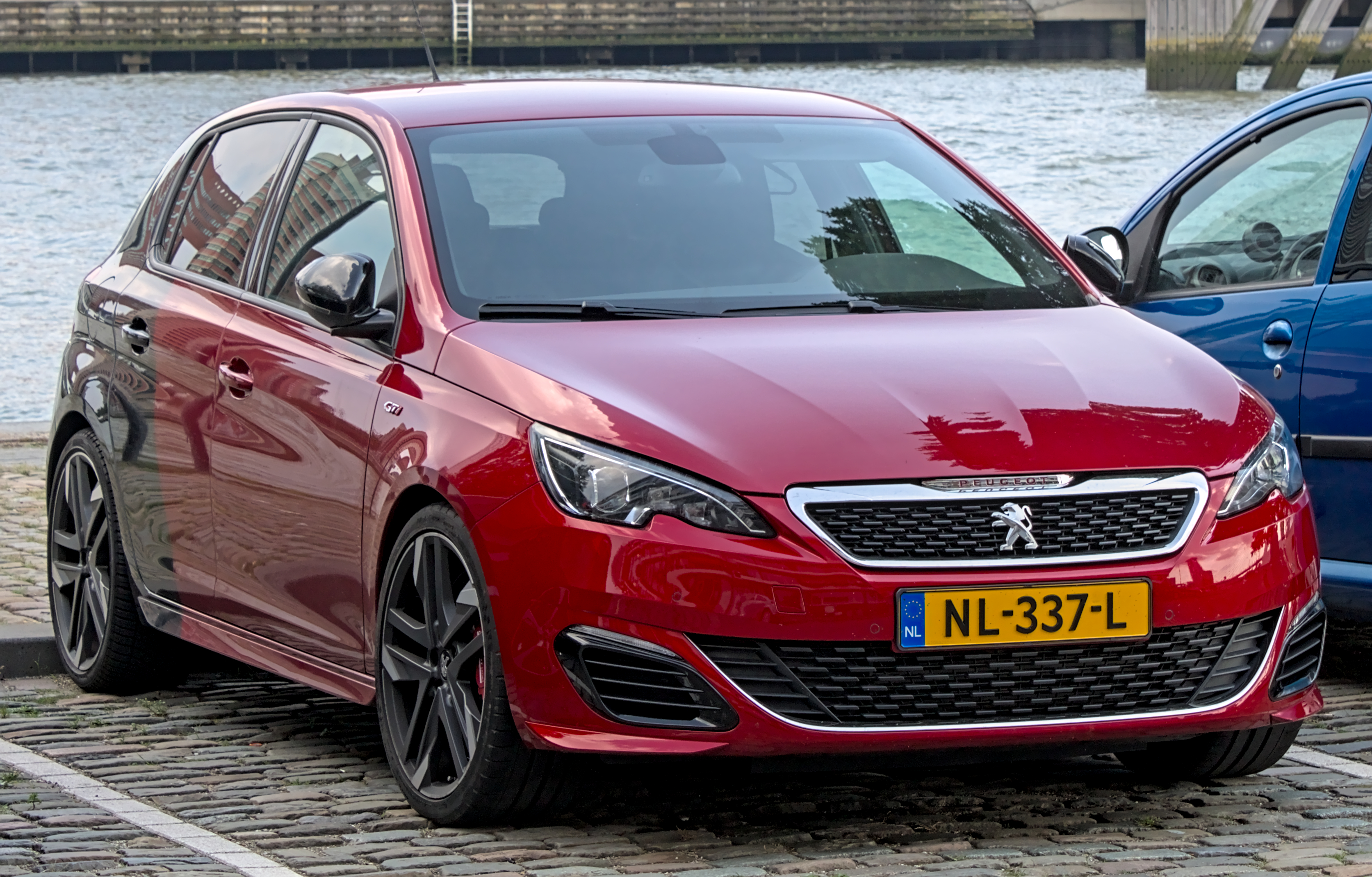
Peugeot 308 GTi
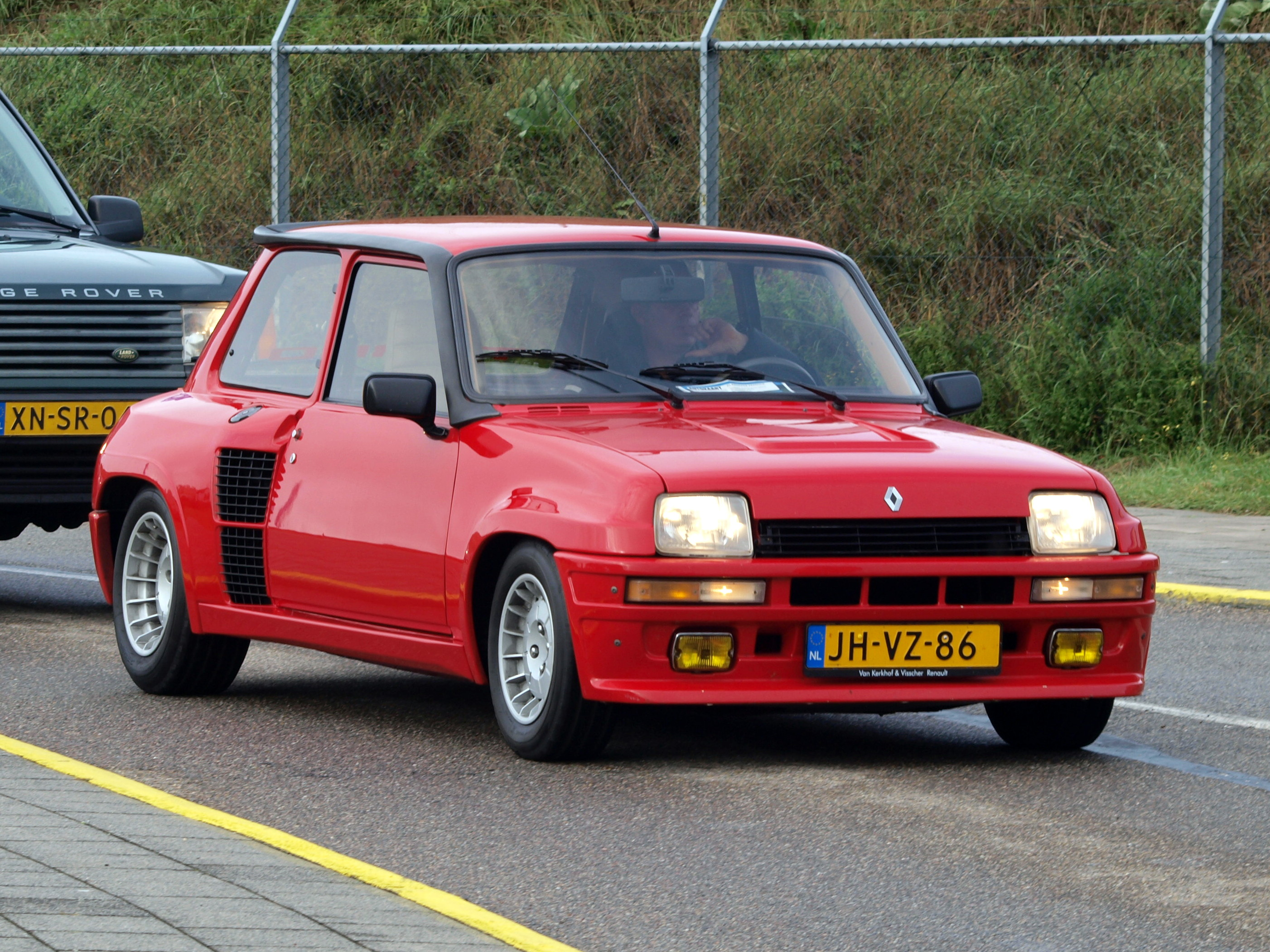
Renault 5 Turbo
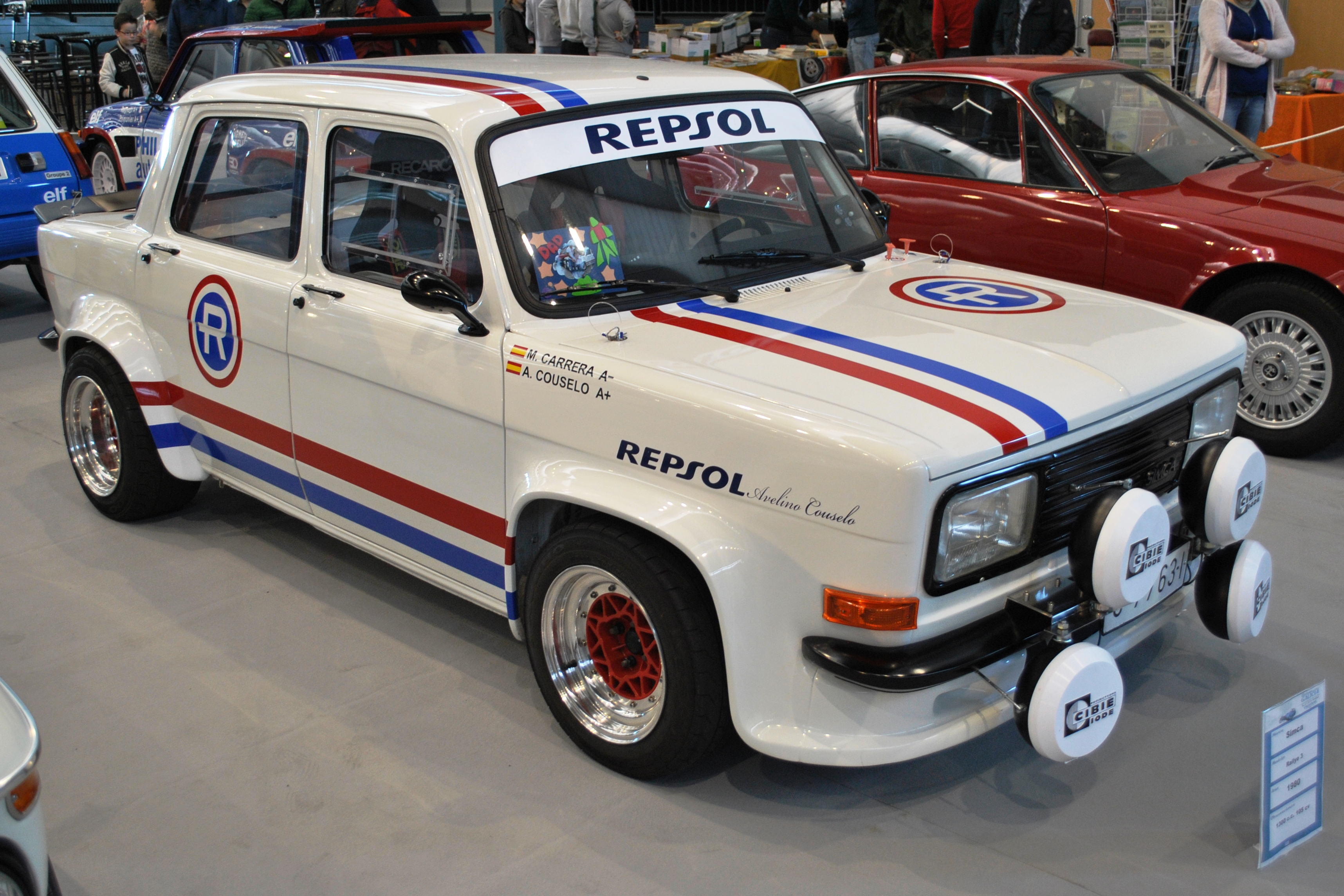
Simca 1000 Rallye 3
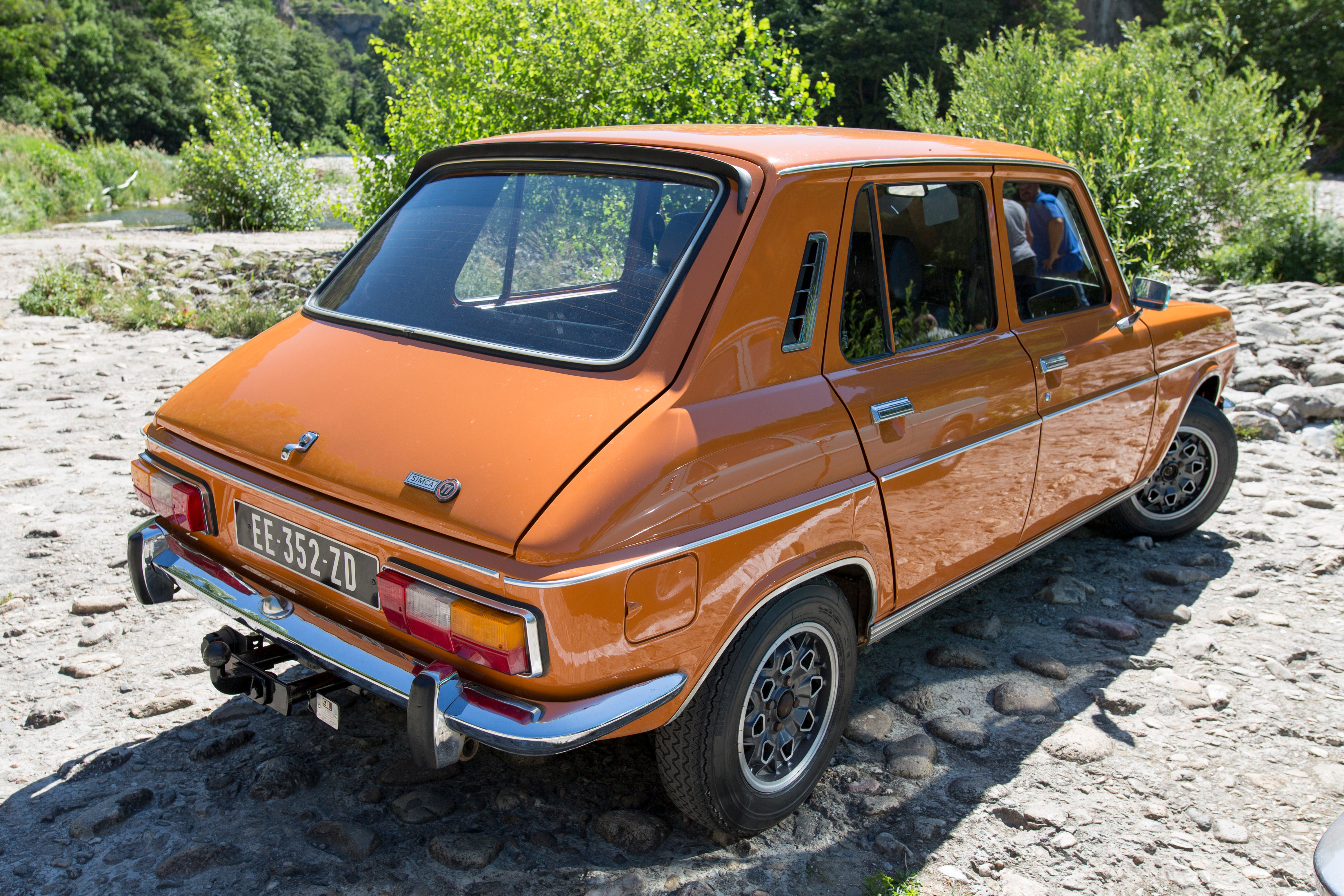
Simca 1100 TI
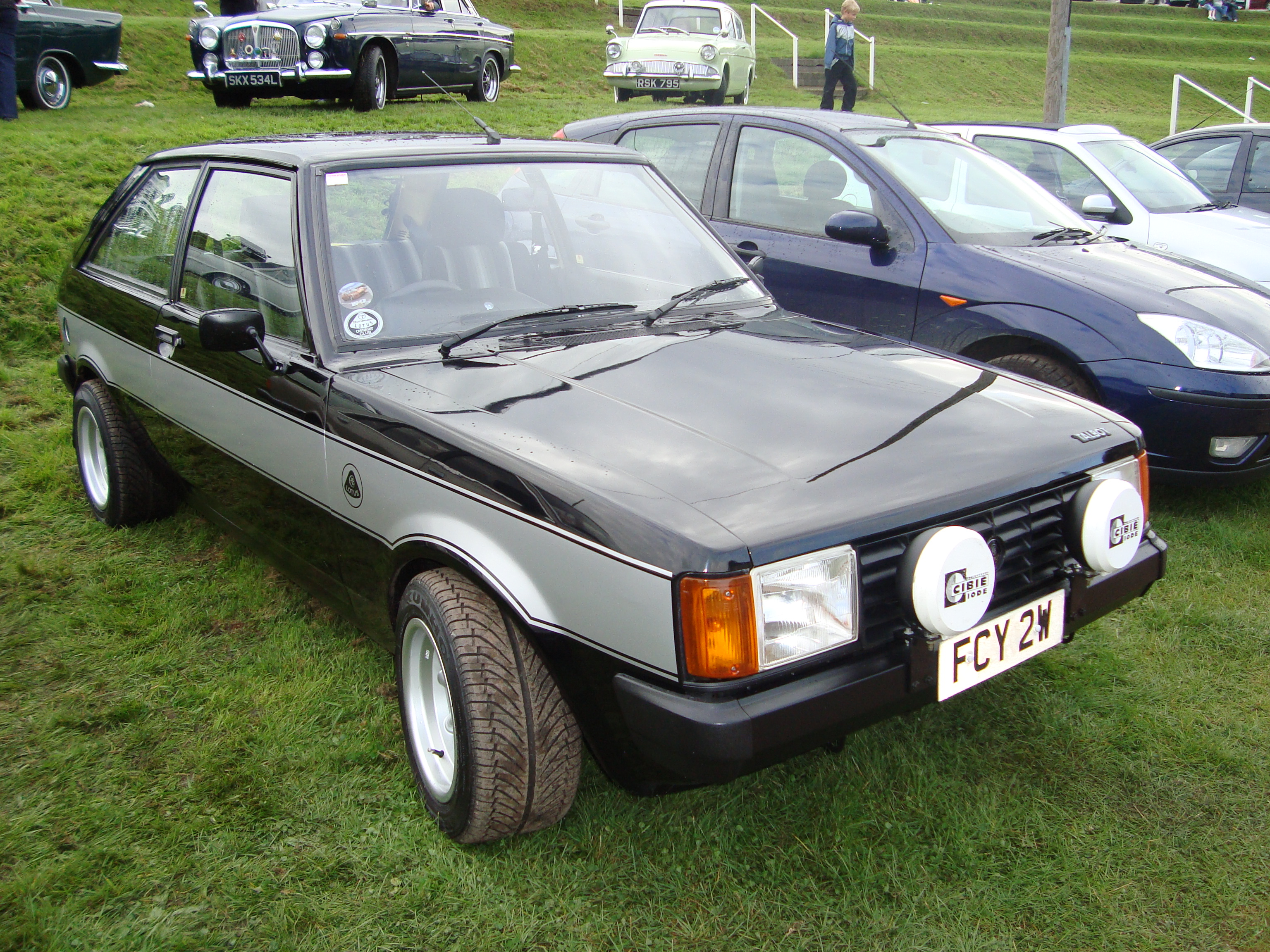
Talbot Sunbeam Lotus
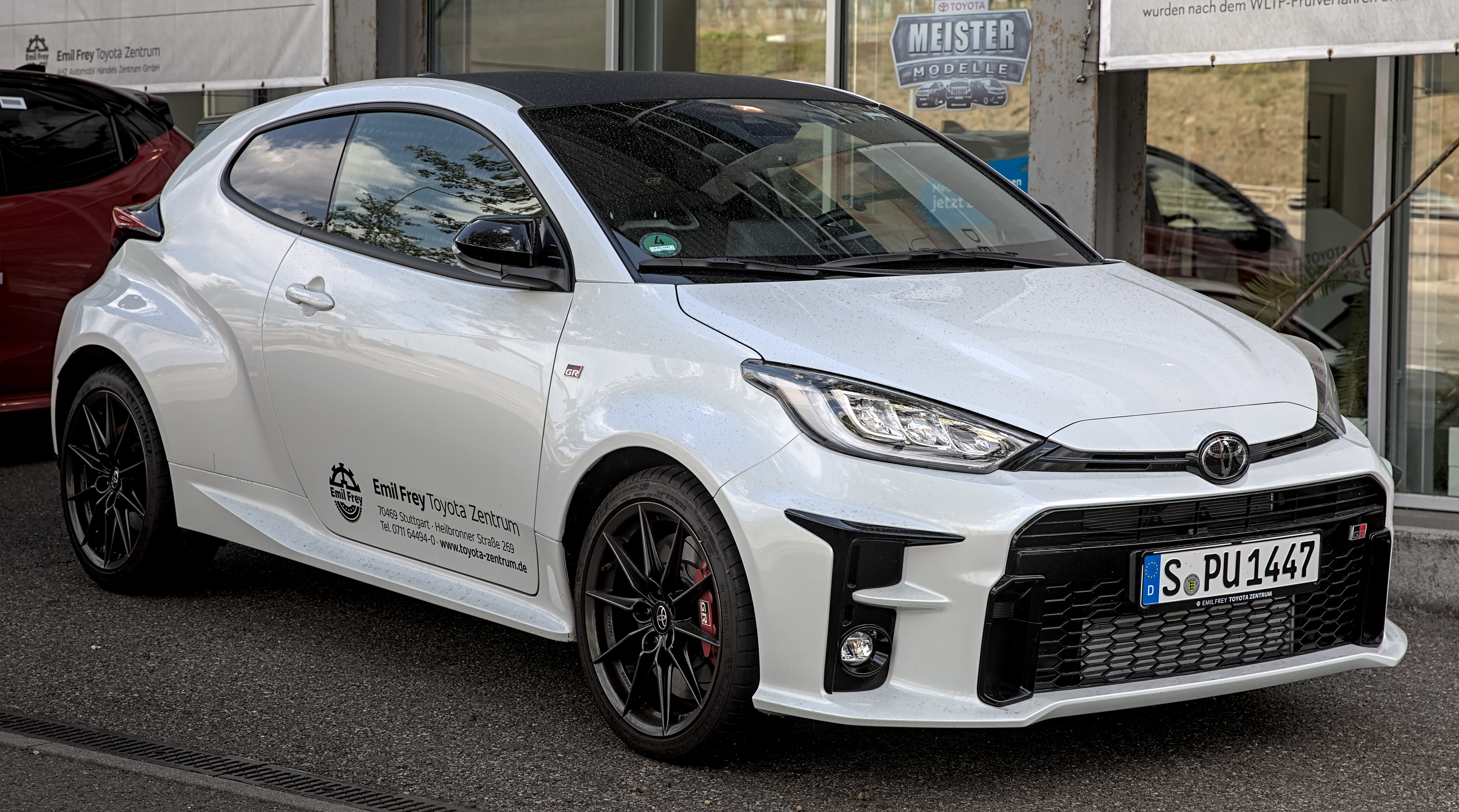
Toyota GR Yaris
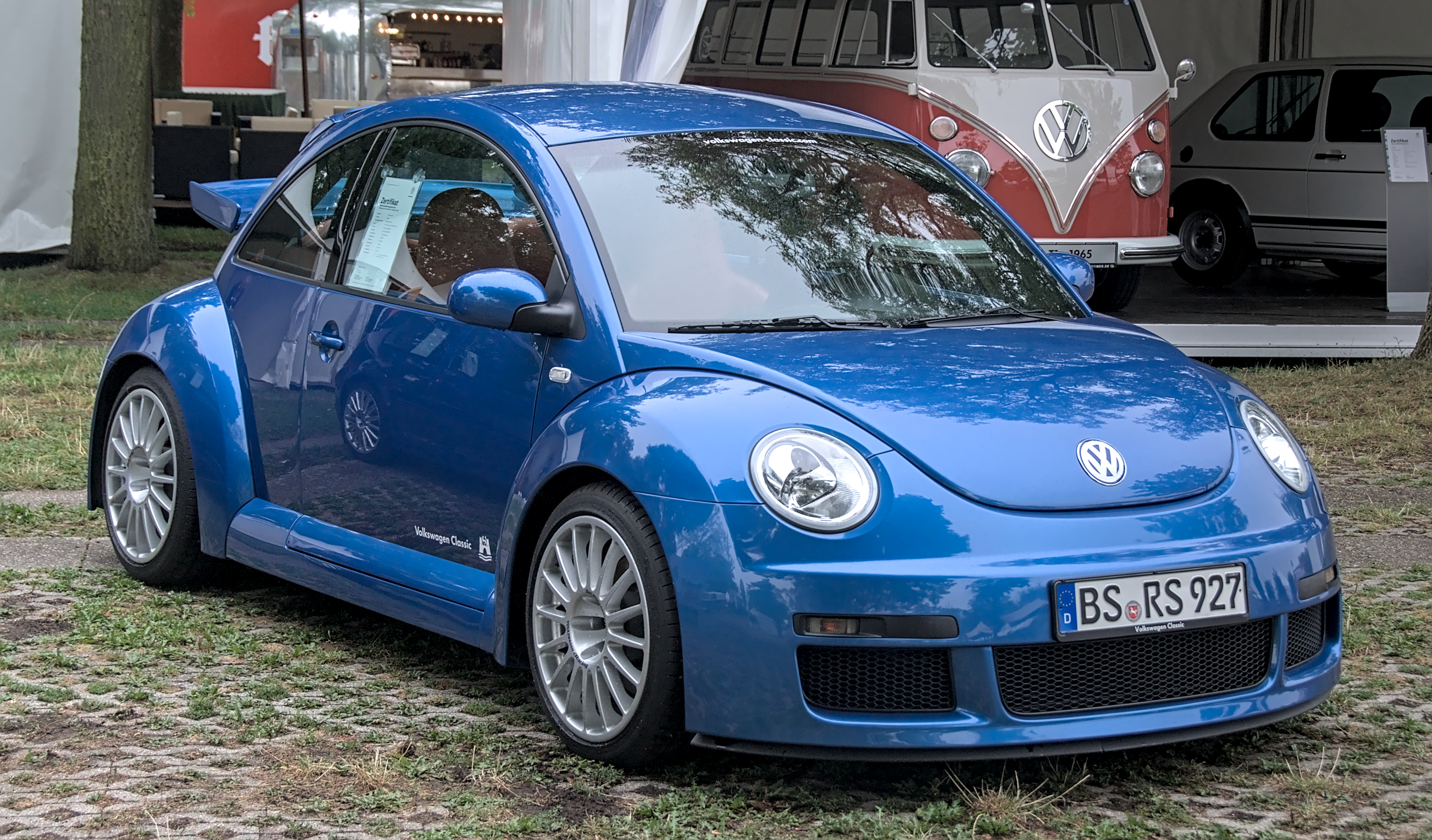
VW New Beetle RSi
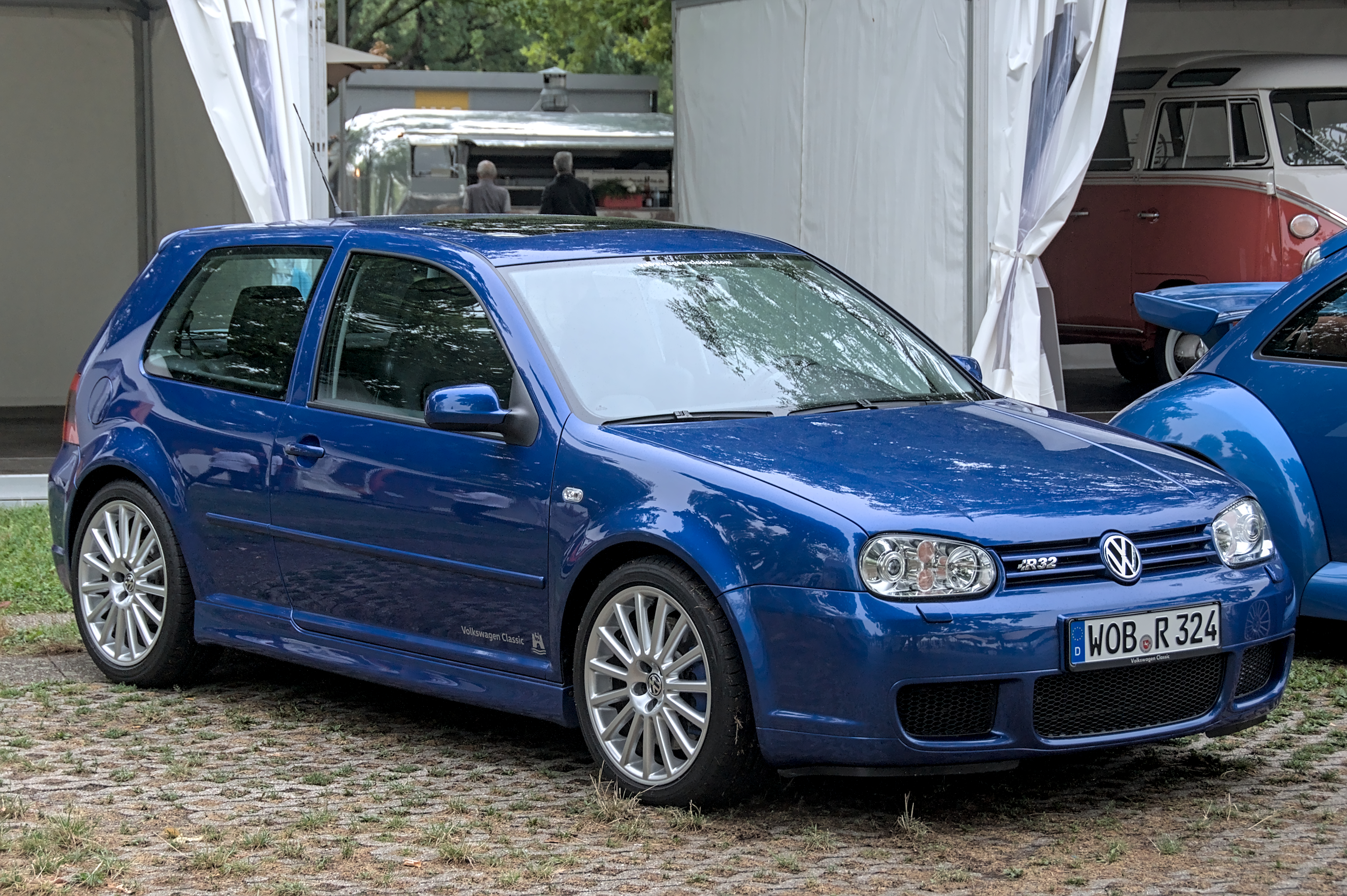
VW Golf R32

## Hot Hatch
Im englischsprachigen wird diese Fahrzeugklasse als "hot hatch" bezeichnet. Eine Kurzform für "hot hatchback", was wiederum für Fließheck steht. Dadurch unterscheiden sich beide Fahrzeugklassen geringfügig, denn die Karosserieform wird im deutschen Sprachgebrauch nicht näher spezifiziert.